# Satyrus nanshanica
Satyrus nanshanica är en fjärilsart som beskrevs av Grum-grshimailo 1902. Satyrus nanshanica ingår i släktet Satyrus och familjen praktfjärilar. Inga underarter finns listade.